# 히가시큐슈 자동차도
히가시큐슈 자동차도(일본어: 東九州自動車道)는 일본 후쿠오카현 기타큐슈시 고쿠라미나미구의 기타큐슈 분기점으로부터 오이타현, 미야자키현을 경유해 가고시마현 가고시마시 가고시마 나들목에 이르는 일본의 고속도로이다. 고속도로 넘버링에 의한 노선 번호는, 기타큐슈 분기점 - 기요타케 분기점 간이 오이타 자동차도 (히지 분기점 - 오이타메라 나들목)·미야자키 자동차도와 함께 「E10」, 기요타케 분기점 - 가지키 분기점 간이 「E78」로 각 구간을 맡고 있다.

## 개요
히가시큐슈라고 붙이는 지명을 지나, 규슈의 동쪽(스오나다, 빈고 수도, 휴가나다, 시부시만)을 남북으로 연결하는 오스미반도의 부근을 횡단해, 기타큐슈시·오이타시·미야자키시·가고시마시와 같은 정령지정도시나 중핵시 등을 상호로 연결하는 도로이다. 이 중, 히지 분기점 - 오이타메라 나들목은 오이타 자동차도와, 가지키 분기점 - 가고시마 나들목은 규슈 자동차도와, 각각 중복 구간으로 되어 있다. 더욱이 개통 시 오이타 자동차도 하야미 지선의 명칭이었던 하야미 나들목 - 히지 분기점 구간에 대해서는, 2015년 3월 1일부터 히가시큐슈 자동차도로 변경되었다.
1999년 11월 11일에 오이타메라 나들목 - 오이타미야카와구치 나들목 구간이 히가시큐슈 자동차도로서 처음으로 개통. 이후, 앞의 중복 구간을 제외한 현재까지 기타큐슈 분기점 - 하야미 나들목 구간, 오이타메라 나들목 - 기요타케미나미 나들목 구간, 니치난키타고 나들목 - 니치난히가시고 나들목 및 가노야쿠시라 분기점 - 가지키 분기점 구간의 4개 구간이 히가시큐슈 자동차도 혹은 히가시큐슈 도로 네트워크의 일부에 포함될 예정이며 병행하는 일반 국도 자동차 전용도로로서 개통하고 있다. A노선으로서는 국도 제10호선의 바이패스인 가시 도로 (미야코정 - 지쿠조정), 우사-벳푸 도로 (우사시 - 히지정), 노베오카 도로 (노베오카시), 노베오카미나미 도로 (노베오카시 - 가도가와정), 하야토 도로 (기리시마시 - 아이라시), 국도 제220호선의 바이패스인 니치난·시부시 도로 (니치난시 - 시부시시)가 해당한다.
새 직할방식에 의한 정비 구간으로서 사이키 나들목 - 기타가와 나들목 구간, 기요타케 분기점 - 기요타케미나미 나들목 구간, 니치난키타고 나들목 - 니치난히가시고 나들목 구간, 가노야쿠시라 분기점 - 스에요시타카라베 나들목 구간이 개통하고 있어, 기요타케미나미 나들목 - 니치난키타고 나들목 구간, 니치난히가시고 나들목 - 아부라쓰 나들목 구간, 나쓰이 나들목 - 시부시 나들목 구간, 시부시 나들목 - 가노야쿠시라 분기점 구간의 4개 구간에서 정비 사업이 진행 중이다.
한편 아부라쓰 나들목 - 나쓰이 나들목에 대해서는 히가시큐슈 자동차도에서 유일한 미사업 구간으로 남아 있다.

## 통과하는 지자체
- 후쿠오카현
  - 기타큐슈시 고쿠라미나미구 - 미야코군 간다정 - 유쿠하시시 - 미야코군 미야코정 - 지쿠조군 지쿠조정 - 부젠시 - 지쿠조군 고게정

- 오이타현
  - 나카쓰시 - 우사시 - 기쓰키시 - 하야미군 히지정 ( - 벳푸시 - 유후시 -) 오이타시 - 우스키시 - 쓰쿠미시 - 사이키시

- 미야자키현
  - 노베오카시 - 히가시우스키군 가도가와정 - 휴가시 - 고유군 (쓰노정 - 가와미나미정 - 다카나베정 - 신토미정) - 사이토시 - 미야자키시 - 사이토시 - 미야자키시 - 사이토시 - 미야자키시 - 히가시모로카타군 구니토미정 - 미야자키시 - (미개통 구간) - 니치난시

- 가고시마현
  - 가노야시 - 소오군 오사키정 - 시부시시 - 소오군 오사키정 - 소오시 - 기리시마시 - 아이라시 - (가고시마시)

## 나들목·분기점

### 기타큐슈 분기점 - 히지 분기점 구간
| 나들목 번호 | 시설 이름                 | 일본어 이름      | 거리 (km) | BS | 접속 노선                                                                      | 소재지     | 소재지     | 소재지         |
| ----------- | ------------------------- | ---------------- | --------- | -- | ------------------------------------------------------------------------------ | ---------- | ---------- | -------------- |
| 2-1         | 기타큐슈 분기점           | 北九州           | 0.0       | -  | 규슈 자동차도                                                                  | 후쿠오카현 | 기타큐슈시 | 고쿠라미나미구 |
| 1           | 간다키타큐슈쿠코 나들목   | 苅田北九州空港   | 8.2       |    | 후쿠오카현도 제245호 신키타큐슈쿠코 선                                         | 후쿠오카현 | 미야코군   | 간다정         |
| 2           | 유쿠하시 나들목           | 行橋             | 16.8      |    | 국도 제201호선                                                                 | 후쿠오카현 | 유쿠하시시 | 유쿠하시시     |
| 2-1         | 이마가와 PA / SIC         | 今川             | 19.1      | ○  | 후쿠오카현도 제34호 유쿠하시소에다 선                                          | 후쿠오카현 | 유쿠하시시 | 유쿠하시시     |
| 3           | 미야코토요쓰 나들목       | みやこ豊津       | 24.2      |    | 국도 제10호선 (가시 도로)                                                      | 후쿠오카현 | 미야코군   | 미야코정       |
| 4           | 쓰이키 나들목             | 築城             | 26.4      |    | 후쿠오카현도 제237호 사와다시모베후 선                                         | 후쿠오카현 | 지쿠조군   | 지쿠조정       |
| -           | 가시 본선 요금소          | 椎田             | 27.1      |    |                                                                                | 후쿠오카현 | 지쿠조군   | 지쿠조정       |
| 5           | 가시 나들목               | 椎田             | 31.5      |    | 후쿠오카현도 제231호 구로히라시다 선                                           | 후쿠오카현 | 지쿠조군   | 지쿠조정       |
| 6           | 가시미나미 나들목         | 椎田南           | 33.1      |    | 국도 제10호선 (가시 도로)                                                      | 후쿠오카현 | 지쿠조군   | 지쿠조정       |
| 7           | 부젠 나들목               | 豊前             | 40.3      |    | 후쿠오카현도 제32호 사이가와부젠 선                                            | 후쿠오카현 | 부젠시     | 부젠시         |
| 7-1         | 고게 PA / SIC             | 上毛             | 45.5      |    | 국도 제10호선 (부젠 바이패스 · 나카쓰 바이패스) (시도 경유)                    | 후쿠오카현 | 지쿠조군   | 고게정         |
| 8           | 나카쓰 나들목             | 中津             | 52.5      |    | 나카쓰 히타 도로                                                               | 오이타현   | 나카쓰시   | 나카쓰시       |
| 9           | 우사 나들목               | 宇佐             | 61.4      |    | 국도 제10호선 (우사 도로·우사-벳푸 도로)                                       | 오이타현   | 우사시     | 우사시         |
| 10          | 인나이 나들목 / 요금소    | 院内             | 66.0      |    | 국도 제387호선                                                                 | 오이타현   | 우사시     | 우사시         |
| 11          | 아지무 나들목             | 安心院           | 71.2      | ◆  | 오이타현도 제42호 야마가인나이 선                                              | 오이타현   | 우사시     | 우사시         |
| 12          | 오이타노교분카코엔 나들목 | 大分農業文化公園 | 77.5      |    | 오이타현도 제42호 야마가인나이 선 (바이패스)                                   | 오이타현   | 우사시     | 우사시         |
| 13          | 하야미 나들목             | 速見             | 83.8      |    | 국도 제10호선 (우사 벳푸 도로 · 히지 바이패스) 오이타현도 제24호 히지야마가 선 | 오이타현   | 하야미군   | 히지정         |
| 10          | 히지 분기점               | 日出             | 87.1      |    | 오이타 자동차도                                                                | 오이타현   | 하야미군   | 히지정         |

### 오이타메라 나들목 - (가칭) 아부라쓰 나들목 구간
| 나들목 번호                          | 시설 이름                            | 일본어 이름                          | 기타큐슈로부터 거리 (km)             | 도스로부터 거리 (km)                 | BS                                   | 접속 노선                                                                          | 소재지                               | 소재지                               | 소재지                               |
| 오이타 자동차도 도스 · 기타큐슈 방면 | 오이타 자동차도 도스 · 기타큐슈 방면 | 오이타 자동차도 도스 · 기타큐슈 방면 | 오이타 자동차도 도스 · 기타큐슈 방면 | 오이타 자동차도 도스 · 기타큐슈 방면 | 오이타 자동차도 도스 · 기타큐슈 방면 | 오이타 자동차도 도스 · 기타큐슈 방면                                               | 오이타 자동차도 도스 · 기타큐슈 방면 | 오이타 자동차도 도스 · 기타큐슈 방면 | 오이타 자동차도 도스 · 기타큐슈 방면 |
| ------------------------------------ | ------------------------------------ | ------------------------------------ | ------------------------------------ | ------------------------------------ | ------------------------------------ | ---------------------------------------------------------------------------------- | ------------------------------------ | ------------------------------------ | ------------------------------------ |
| 14                                   | 오이타메라 나들목                    | 大分米良                             | 116.9                                | 134.5                                |                                      | 국도 제10호선 (오이타미나미 바이패스) 오이타현도 제56호 나카한다시모고리 선        | 오이타현                             | 오이타시                             | 오이타시                             |
| -                                    | 오이타마쓰오카 PA                    | 大分松岡                             | 119.8                                | 137.4                                |                                      |                                                                                    | 오이타현                             | 오이타시                             | 오이타시                             |
| 15                                   | 오이타미야가와우치 나들목            | 大分宮河内                           | 123.1                                | 140.7                                |                                      | 국도 제197호선 (오이타히가시 바이패스)                                             | 오이타현                             | 오이타시                             | 오이타시                             |
| 16                                   | 우스키 나들목                        | 臼杵                                 | 137.1                                | 154.7                                |                                      | 국도 제502호선                                                                     | 오이타현                             | 우스키시                             | 우스키시                             |
| 17                                   | 쓰쿠미 나들목                        | 津久見                               | 144.1                                | 161.7                                |                                      | 오이타현도 제648호 쓰쿠미인터 선                                                   | 오이타현                             | 쓰쿠미시                             | 쓰쿠미시                             |
| -                                    | 야요이 PA                            | 弥生                                 | -                                    | -                                    | -                                    | -                                                                                  | 오이타현                             | 사이키시                             | 사이키시                             |
| -                                    | 사이키 본선 요금소                   | 佐伯                                 |                                      |                                      |                                      |                                                                                    | 오이타현                             | 사이키시                             | 사이키시                             |
| 18                                   | 사이키 나들목                        | 佐伯                                 | 157.1                                | 174.7                                |                                      | 오이타현도 제36호 사이키쓰쿠미 선                                                  | 오이타현                             | 사이키시                             | 사이키시                             |
| 18-1                                 | 사이키카타타 나들목                  | 佐伯堅田                             | 162.2                                | 179.8                                |                                      | 오이타현도 제603호 아카기후키하라사이키 선                                         | 오이타현                             | 사이키시                             | 사이키시                             |
| 19                                   | 가마에 나들목                        | 蒲江                                 | 177.5                                | 195.1                                |                                      | 국도 제388호선                                                                     | 오이타현                             | 사이키시                             | 사이키시                             |
| 19-1                                 | 가마에하토쓰즈 나들목                | 蒲江波当津                           | 186.3                                | 203.9                                |                                      | 오이타현도 제122호 후루에마루이치비 선                                             | 오이타현                             | 사이키시                             | 사이키시                             |
| 20                                   | 기타우라 나들목                      | 北浦                                 | 191.7                                | 209.3                                |                                      | 국도 제388호선                                                                     | 미야자키현                           | 노베오카시                           | 노베오카시                           |
| 20-1                                 | 스에미 나들목                        | 須美江                               | 198.1                                | 215.7                                |                                      | 미야자키현도 제243호 스에미인터 선                                                 | 미야자키현                           | 노베오카시                           | 노베오카시                           |
| 21                                   | 기타가와 나들목                      | 北川                                 | 203.7                                | 221.3                                |                                      | 국도 제10호선 (노베오카 도로)                                                      | 미야자키현                           | 노베오카시                           | 노베오카시                           |
| 22                                   | 노베오카 분기점                      | 延岡                                 | 216.5                                | 234.1                                | -                                    | 규슈 주오 자동차도 미야자키현도 제241호 노베오카인터 선                            | 미야자키현                           | 노베오카시                           | 노베오카시                           |
| 22                                   | 노베오카 나들목                      | 延岡                                 | 216.5                                | 234.1                                | ○                                    | 규슈 주오 자동차도 미야자키현도 제241호 노베오카인터 선                            | 미야자키현                           | 노베오카시                           | 노베오카시                           |
| 23                                   | 노베오카미나미 나들목                | 延岡南                               | 223.5                                | 241.1                                |                                      | 국도 제10호선 (도토로 바이패스·노베오카 도로·노베오카미나미 도로)                  | 미야자키현                           | 노베오카시                           | 노베오카시                           |
| -                                    | 가도가와 본선 요금소                 | 門川                                 | 227.9                                | 245.5                                |                                      | 본선 요금소                                                                        | 미야자키현                           | 히가시우스키군                       | 가도가와정                           |
| 24                                   | 가도가와 나들목                      | 門川                                 | 228.0                                | 245.6                                |                                      | 국도 제10호선 (노베오카미나미 도로) 미야자키현도 제226호 도토로휴가 선             | 미야자키현                           | 히가시우스키군                       | 가도가와정                           |
| -                                    | 가도가와 BS                          | 門川                                 |                                      |                                      | ○                                    | -                                                                                  | 미야자키현                           | 히가시우스키군                       | 가도가와정                           |
| 24-1                                 | 가도가와미나미 스마트 나들목         | 門川南                               | 229.6                                | 247.2                                |                                      | 국도 제10호선 (노베오카미나미 도로) 미야자키현도 제226호 도토로휴가 선 (정도 경유) | 미야자키현                           | 히가시우스키군                       | 가도가와정                           |
| 25                                   | 휴가 나들목                          | 日向                                 | 241.9                                | 259.5                                | ○                                    | 국도 제327호선 (휴가 바이패스)                                                     | 미야자키현                           | 휴가시                               | 휴가시                               |
| 26                                   | 쓰노 나들목                          | 都農                                 | 261.9                                | 279.5                                |                                      | 미야자키현도 제303호 쓰노인터선                                                    | 미야자키현                           | 고유군                               | 쓰노정                               |
| -                                    | 가와미나미 PA                        | 川南                                 | 268.9                                | 286.5                                |                                      |                                                                                    | 미야자키현                           | 고유군                               | 가와미나미정                         |
| 27                                   | 다카나베 나들목                      | 高鍋                                 | 274.8                                | 292.4                                |                                      | 미야자키현도 제308호 다카나베인터 선                                               | 미야자키현                           | 고유군                               | 다카나베정                           |
| 28                                   | 사이토 나들목                        | 西都                                 | 286.9                                | 304.5                                | ○                                    | 미야자키현도 제321호 사이토인터 선                                                 | 미야자키현                           | 고유군                               | 신토미정                             |
| 28                                   | 사이토 나들목                        | 西都                                 | 286.9                                | 304.5                                | ○                                    | 미야자키현도 제321호 사이토인터 선                                                 | 미야자키현                           | 사이토시                             |                                      |
| -                                    | 구니토미 BS                          | 国富                                 | 297.9                                | 315.5                                | ○                                    |                                                                                    | 미야자키현                           | 히가시모로카타군                     | 구니토미정                           |
| -                                    | 구니토미 스마트 나들목               | 国富                                 | 298.5                                | 316.1                                |                                      | 미야자키현도 제26호 미야자키스키 선                                                | 미야자키현                           | 히가시모로카타군                     | 구니토미정                           |
| -                                    | 미야자키 BS                          | 宮崎                                 | 302.6                                | 320.2                                | ○                                    |                                                                                    | 미야자키현                           | 미야자키시                           | 미야자키시                           |
| 29                                   | 미야자키니시 나들목                  | 宮崎西                               | 303.7                                | 321.3                                |                                      | 국도 제10호선 (미야자키 바이패스)                                                  | 미야자키현                           | 미야자키시                           | 미야자키시                           |
| -                                    | 미야자키 PA                          | 宮崎                                 | 306.7                                | 324.3                                |                                      |                                                                                    | 미야자키현                           | 미야자키시                           | 미야자키시                           |
| 30                                   | 기요타케 나들목                      | 清武                                 | 311.6                                | 329.2                                |                                      | 미야자키현도 제371호 기요타케인터 선                                               | 미야자키현                           | 미야자키시                           | 미야자키시                           |
| 4-1                                  | 기요타케 분기점                      | 清武                                 | 313.8                                | 331.4                                | -                                    | 미야자키 자동차도                                                                  | 미야자키현                           | 미야자키시                           | 미야자키시                           |
| -                                    | 기요타케미나미 본선 요금소           | 清武南                               |                                      |                                      |                                      |                                                                                    | 미야자키현                           | 미야자키시                           | 미야자키시                           |
| 30-1                                 | 기요타케미나미 나들목                | 清武南                               | 315.0                                | 332.6                                |                                      | 미야자키현도 제378호 기요타케미나미인터 선                                         | 미야자키현                           | 미야자키시                           | 미야자키시                           |
| 이 구간 사업중 (사업 시기 미정)      |                                      |                                      |                                      |                                      |                                      |                                                                                    | 미야자키현                           | 미야자키시                           | 미야자키시                           |
| 니치난시                             |                                      |                                      |                                      |                                      |                                      |                                                                                    | 미야자키현                           |                                      |                                      |
| 31                                   | 니치난키타고 나들목                  | 日南北郷                             | 332.8                                | 350.4                                |                                      | 미야자키현도 제429호 이야에 선 미야자키현도 제28호 니치난타카오카 선               | 미야자키현                           |                                      |                                      |
| 32                                   | 니치난히가시고 나들목                | 日南東郷                             | 341.8                                | 359.4                                |                                      | 국도 제220호선 (니치난·시부시 도로) 미야자키현도 제434호 가제다호시쿠라 선         | 미야자키현                           |                                      |                                      |
| -                                    | 아부라쓰 나들목 (가칭)               | 油津                                 | 345.0                                | 362.6                                |                                      | 국도 제222호선                                                                     | 미야자키현                           |                                      |                                      |

### 나쓰이 나들목 - 가지키 분기점 구간
| 나들목 번호                          | 시설 이름                            | 일본어 이름                          | 거리 (km)                            | BS                                   | 접속 노선                                                                                        | 소재지                               | 소재지                               | 소재지                               |
| 히가시큐슈 자동차도 (기본 계획 구간) | 히가시큐슈 자동차도 (기본 계획 구간) | 히가시큐슈 자동차도 (기본 계획 구간) | 히가시큐슈 자동차도 (기본 계획 구간) | 히가시큐슈 자동차도 (기본 계획 구간) | 히가시큐슈 자동차도 (기본 계획 구간)                                                             | 히가시큐슈 자동차도 (기본 계획 구간) | 히가시큐슈 자동차도 (기본 계획 구간) | 히가시큐슈 자동차도 (기본 계획 구간) |
| ------------------------------------ | ------------------------------------ | ------------------------------------ | ------------------------------------ | ------------------------------------ | ------------------------------------------------------------------------------------------------ | ------------------------------------ | ------------------------------------ | ------------------------------------ |
| -                                    | 나쓰이 나들목 (가칭)                 | 夏井                                 | 0.0                                  | -                                    |                                                                                                  | 가고시마현                           | 시부시시                             | 시부시시                             |
| -                                    | 시부시 나들목 (가칭)                 | 志布志                               | 3.7 大崎                             | -                                    | 국도 제220호선 (니치난·시부시 도로) 미야코노조 시부시 도로 가고시마현도 제63호 시부시후쿠야마 선 | 가고시마현                           | 시부시시                             | 시부시시                             |
| -                                    | 시부시아리아케 나들목 (가칭)         | 志布志有明                           | 7.1                                  | -                                    |                                                                                                  | 가고시마현                           | 시부시시                             | 시부시시                             |
| -                                    | 오사키 나들목 (가칭)                 | 大崎                                 | 13.4                                 |                                      | 가고시마현도 제64호 오사키키호쿠 선                                                              | 가고시마현                           | 소오군                               | 오사키정                             |
| 37                                   | 가노야쿠시라 분기점                  | 鹿屋串良                             | 22.9                                 | -                                    | 가고시마현도 제552호 가노야쿠시라인터 선 오스미 종관 도로                                        | 가고시마현                           | 가노야시                             | 가노야시                             |
| 37-1                                 | 노가타 나들목                        | 野方                                 | 29.4                                 |                                      | 가고시마현도 제64호 오사키키호쿠 선                                                              | 가고시마현                           | 소오 군                              | 오사키 정                            |
| 38                                   | 소오야고로 나들목                    | 曽於弥五郎                           | 40.6                                 |                                      | 가고시마현도 제71호 다루미즈미나미고 선                                                          | 가고시마현                           | 소오시                               | 소오시                               |
| 39                                   | 스에요시타카라베 나들목              | 末吉財部                             | 51.7                                 |                                      | 국도 제10호선                                                                                    | 가고시마현                           | 소오시                               | 소오시                               |
| -                                    | 스에요시타카라베 본선 요금소         | 末吉財部                             | 51.7                                 |                                      |                                                                                                  | 가고시마현                           | 소오시                               | 소오시                               |
| -                                    | 고쿠부 PA                            | 国分                                 | 68.4                                 |                                      |                                                                                                  | 가고시마현                           | 기리시마시                           | 기리시마시                           |
| 40                                   | 고쿠부 나들목                        | 国分                                 | 74.2                                 |                                      | 국도 제10호선                                                                                    | 가고시마현                           | 기리시마시                           | 기리시마시                           |
| 41                                   | 하야토히가시 나들목                  | 隼人東                               | 79.0                                 |                                      | 국도 제10호선 (하야토 도로) 가고시마현도 제58호 하야토코 선                                      | 가고시마현                           | 기리시마시                           | 기리시마시                           |
| 42                                   | 하야토니시 나들목                    | 隼人西                               | 82.6                                 |                                      | 가고시마현도 제471호 기타나가다노하마 선                                                         | 가고시마현                           | 기리시마시                           | 기리시마시                           |
| 25                                   | 가지키 나들목                        | 加治木                               | 85.1                                 |                                      | 국도 제10호선 (가지키 바이패스) 가고시마현도 제55호 구리노카지키 선                              | 가고시마현                           | 아이라시                             | 아이라시                             |
| 25-1                                 | 가지키 분기점                        | 加治木                               | 86.1                                 | -                                    | 규슈 자동차도 국도 제10호선 (하야토 도로)                                                        | 가고시마현                           | 아이라시                             | 아이라시                             |

## 같이 보기
- (일본어) 서일본 고속도로